# L'Auberge de l'Ange gardien
L'Auberge de l'Ange gardien est un roman pour enfants écrit par la comtesse de Ségur en 1863, et dédicacé à ses petits-fils, Louis et Gaston de Malaret. Sa suite est Le Général Dourakine.

## Résumé
Deux enfants égarés, Jacques et Paul, sont découverts par un courageux militaire, Moutier, et son chien Capitaine. Touché par la tendresse dont Jacques fait preuve envers son frère (renonçant à manger pour que son frère puisse le faire, le couvrant de sa veste, et s'endormant sur ses jambes pour le protéger du froid pendant la nuit), Moutier les recueille et les accompagne à pied jusqu'à Loumigny. 
À leur arrivée, Moutier tente d'abord de faire une pause à l'Auberge Bournier, mais celle-ci refuse à cause de son chien. Ils se dirigent ensuite vers l'auberge de l'Ange Gardien, dirigée par l'excellente Mme Blidot et sa sœur Elfy, qui sont immédiatement charmées par les deux enfants. Après avoir pris conseil auprès des habitants du village, Moutier décide de confier les deux enfants à l'auberge de l'Ange Gardien. En outre, Jacques fait la rencontre de Torchonnet, un enfant chargé de toutes les tâches ingrates à l'Auberge Bournier, et Mme Blidot accepte qu'il dépose de la nourriture chaque soir près du puits.
Moutier part ensuite pour la guerre de Crimée, laissant ses enfants à l'Auberge de l'Ange Gardien. À son retour, il retrouve les deux enfants bien grandis et explique qu'il a reçu plusieurs distinctions et qu'il a sauvé un général. Cependant, en l'absence de Torchonnet, Jacques s'inquiète pour sa vie et décide d'en parler à Moutier. Il découvre ainsi que Torchonnet est enfermé dans une baraque en bois derrière la maison de Bournier, et que l'aubergiste Bournier, avec son frère et sa femme, a fait prisonnier un client fortuné qui s'intéressait au sort de Torchonnet. Moutier sauve cet homme et réalise qu'il s'agit de son général, celui-là même qu'il avait fait prisonnier.
Grâce à la générosité du général Dourakine, qu'il avait capturé mais dont il avait sauvé la vie, et qui souhaite lui témoigner sa reconnaissance, Moutier peut demander la main d'Elfy. Le général, attristé de se sentir seul comparé à cette famille heureuse, décide d'adopter Torchonnet, qui avait été confié au Curé du village. Après avoir retrouvé la raison, il part pour les eaux en compagnie de Moutier et de Derigny, un soldat qui avait fait escale à l'Auberge de l'Ange Gardien et qui se rendait également aux eaux. Pendant leur absence, Torchonnet vole des couverts en vermeil dans les affaires du général, et cherche à les placer dans la paillasse de Jacques par l'intermédiaire de Paul, le plus jeune et le plus naïf, mais sans succès.
De retour des eaux, Derigny reconnaît ses enfants qu'il avait dû abandonner lorsqu'il avait été tiré au sort pour la campagne de Crimée. Arrêté par les gendarmes pour avoir tenté de se soustraire à l'enrôlement, il n'avait pas pu récupérer ses enfants. En outre, le général, apprenant le vol de Torchonnet et découvrant la malveillance dont il a fait preuve, le frappe violemment avec un knout avant d'être arrêté par Moutier. Pour se racheter, le général fait don de 150 000 francs au curé pour ses pauvres, pour développer une école de filles ainsi qu'un hospice pour les malades, et pour rénover l'église. En outre, il place 10 000 francs au nom de Torchonnet pour racheter sa faute envers lui. 
De plus, il organise un mariage somptueux pour Elfy et Moutier, faisant venir des cuisiniers de Paris, et achète les terres adjacentes à l'Auberge de l'Ange Gardien pour les offrir à Elfy et Moutier. Il a également l'idée réussie de marier Mme Blidot et Derigny afin que les enfants puissent rester avec leur père et leur mère adoptive.
L'histoire se conclut par le départ du Général Dourakine vers sa terre de Gromiline, accompagné de la famille Derigny, avec la promesse de revenir.

## Contexte historique

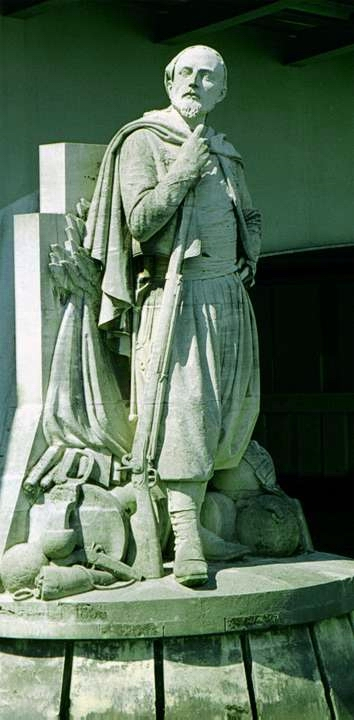
Le Zouave du pont de l'Alma, inspiré par le même stéréotype héroïque que le héros de la comtesse de Ségur

Peut-être parce qu'il s'adresse à des garçons, le roman se déroule avec en toile de fond la Guerre de Crimée, bien connue du public européen grâce au développement récent de la photographie. Ceci permet à la comtesse de Ségur d'évoquer en passant l'épidémie de choléra de Gallipoli, qui fit des milliers de morts, la bataille de l'Alma, le siège de Sébastopol, les batailles de Balaklava, d'Inkerman et de Malakoff, « un de ces combats flambants, où chaque soldat est un héros » selon le modeste sergent Moutier, héroïque figure de zouave si chère aux Parisiens.
Le roman ne fait nullement l'apologie de la chose militaire. La bataille de Balaklava était restée dans les mémoires comme une boucherie inutile (voir la Charge de la brigade légère). Le père des petits Jacques et Paul, qui reparaît miraculeusement à la fin du roman, fait au contraire figure de victime de la conscription malgré un tirage au sort qui lui semblait favorable. Déserteur, il est arrêté par les gendarmes devant ses enfants terrifiés. Moutier revient de Crimée couvert de médailles mais toujours trop pauvre pour se marier.
Avec le personnage de Moutier, la comtesse de Ségur tente de concilier les figures populaires héroïques comme celles des soldats de l'an II (une soixantaine d'années avant)[réf. nécessaire] avec l'idéal chrétien dont elle s'est inspirée dans une autre de ses œuvres Actes des apôtres.

## Contexte littéraire

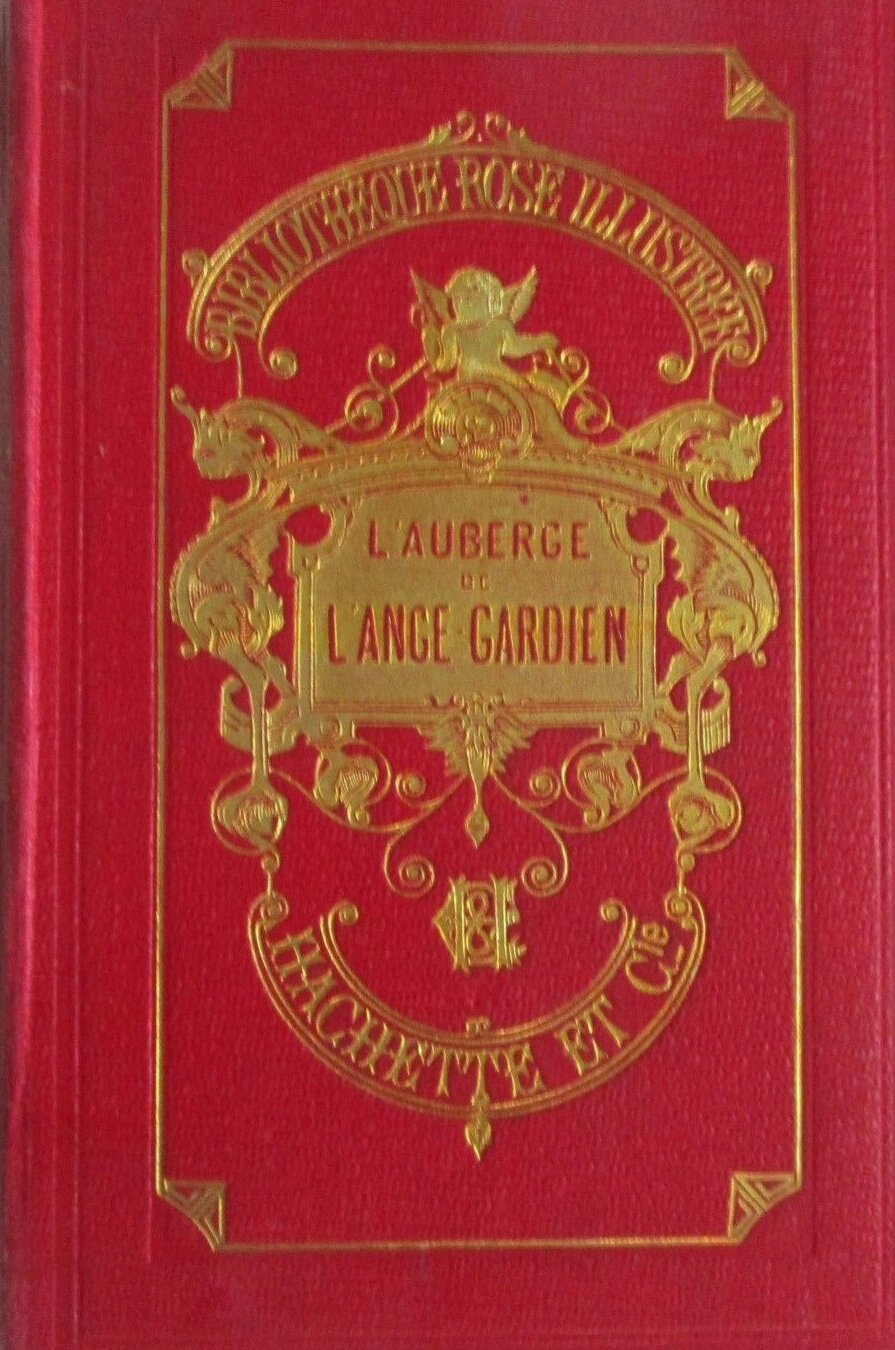
Couverture de L'Auberge de l'Ange gardien, Bibliothèque rose.

L'Auberge de l'Ange gardien paraît en 1863, un an après Les Misérables. On y trouve des personnages et des situations qui ne sont pas sans rappeler le roman de Victor Hugo, notamment ces figures d'enfants abandonnés. L'orphelin Torchonnet, que sa mère a confié à un aubergiste peu scrupuleux qui le traite en esclave, évoque le personnage de Cosette aux mains des Thénardier. Comme Cosette délivrée par Jean Valjean, il est arraché à son martyre et confié au bon curé du village. Mais il récidivera néanmoins (atavisme?) une dernière fois (?) en volant une timbale de vermeil dans le nécessaire du général Dourakine.
Le personnage falstaffien du général Dourakine apporte un contrepoint comique à ces figures pathétiques, mais il représente aussi, malgré son côté bonhomme et par ses homériques colères, une société russe attardée qui sera largement mise en lumière dans le roman suivant, Le Général Dourakine.

## Citations
- La bibliothèque idéale de la bonne ménagère :

« [..] Il regarda les livres : Imitation de Jésus-Christ, Nouveau Testament, Parfait Cuisinier, Manuel des ménagères, Mémoires d’un troupier. Moutier sourit : “À la bonne heure ! Voilà des livres que j’aime à voir chez une bonne femme de ménage !” »

- L'amitié :

« [..] Moi, quand j’aime les gens, je les fais travailler. Il n’y a rien que je déteste comme les gens qui ne font rien, qui vous laissent vous échiner sans seulement vous offrir le bout du doigt pour vous aider. »

- Les droits des femmes en Russie au XIXe siècle :

« LE GÉNÉRAL : Je suis votre mari, vous êtes ma femme, j’ai le droit de vous battre, de vous faire crever de faim, de froid, de misère.
MADAME BLIDOT, riant : Et moi, quels sont mes droits ?
LE GÉNÉRAL : De pleurer, de crier, de m’injurier, de battre les gens, de déchirer vos effets, de mettre le feu à la maison même dans les cas désespérés. »

## Illustrateurs
Ce roman a été illustré notamment par Valentin Foulquier (1863), Jobbé-Duval, Matéja, André Pécoud, Étienne Le Rallic, Pierre Le Guén (1960), etc.

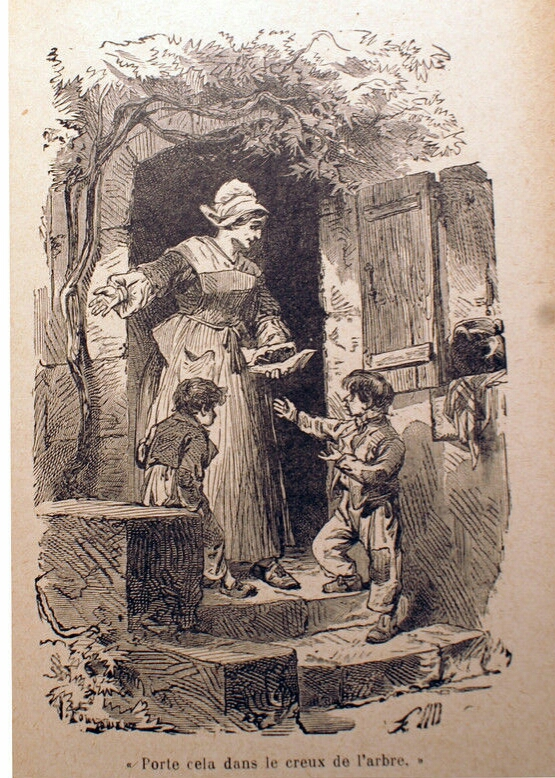
Porte cela dans le creux de l'arbre, vignette de Foulquier (1863).

## Edition tronquée
Les éditions Casterman, bien que faisant figurer la mention "texte intégral", ont publié une version amputée de cinq chapitres. Il s'agit des chapitres suivants :
- 11. Querelle pour rire.
- 14. Autres pensées bizarres du général.
- 21. Torchonnet dévoilé.
- 22. Colère et repentir du général.
- 23. Réparation complète.

## Contradiction
Dans le chapitre 13, le général Dourakine déclare au juge d'instruction, lorsque lui vient l'idée d'adopter Moutier : « Je n'ai ni femme ni enfant, ni frère ni sœur ». Dans ce cas, d'où lui viennent les deux nièces que nous découvrons dans Le Général Dourakine ? On peut objecter que dans le chapitre 9, il confie à Moutier : « J'ai été marié aussi, moi ! » et donc, il aurait deux nièces par alliance. Il n'en reste pas moins que, dans le chapitre 14, il persiste : « Tout le monde est mort chez moi ! »

## Anachronisme
Dans le chapitre 4, parmi les livres que Moutier découvre sur la table du jardin de l'auberge, se trouve Mémoires d'un troupier. Le livre existe réellement, l'auteur en est Anatole de Ségur, fils de la comtesse. Toutefois, le livre ayant été publié en 1858, Moutier n'aurait pas pu le lire avant de partir pour la guerre de Crimée (1853-1856) !

## Adaptation
- L'Auberge de l'Ange gardien a été adaptée pour la télévision française par Michel Subiela dans une réalisation de Marcel Cravenne pour Le Théâtre de la jeunesse de Claude Santelli. Elle a été diffusée en deux parties pour la première fois le jour de Noël 1962, puis au jour de l'An 1963. On y retrouve notamment Joël Flateau, Pascal Duc, Claude Winter (Mme Blidot), Michel Galabru, Hervé Sand, Jacques Dufilho, François Guérin (Moutier)[4].